# Sganarelle
Sganarelle è un cortometraggio muto del 1907 diretto da Albert Capellani. Prodotto e distribuito dalla Pathé Frères, il film aveva come protagonista Max Linder.

## Produzione
Il film fu prodotto dalla Pathé Frères.

## Distribuzione
Distribuito dalla Pathé Frères., il cortometraggio uscì nelle sale cinematografiche francesi nel 1907.